# المعاريض (الجميمة)

تعديل مصدري - تعديل

المعاريض هي إحدى قرى عزلة جفنة بمديرية الجميمة التابعة لمحافظة حجة، بلغ تعداد سكانها 225 نسمة حسب تعداد اليمن لعام 2004.